# Леггетт (Каліфорнія)
Леггетт (англ. Leggett) — переписна місцевість (CDP) в США, в окрузі Мендосіно штату Каліфорнія. Населення — 77 осіб (2020).

## Географія
Леггетт розташований за координатами 39°51′49″ пн. ш. 123°43′31″ зх. д. / 39.86361° пн. ш. 123.72528° зх. д. (39.863539, -123.725176).  За даними Бюро перепису населення США в 2010 році переписна місцевість мала площу 7,00 км², уся площа — суходіл.

## Демографія
Згідно з переписом 2010 року, у переписній місцевості мешкали 122 особи в 55 домогосподарствах у складі 22 родин. Густота населення становила 17 осіб/км².  Було 78 помешкань (11/км²).
Расовий склад населення:
| - 82,8 % — білих - 2,5 % — корінних американців |

До двох чи більше рас належало 14,8 %. Частка іспаномовних становила 3,3 % від усіх жителів.
За віковим діапазоном населення розподілялося таким чином: 23,8 % — особи молодші 18 років, 66,4 % — особи у віці 18—64 років, 9,8 % — особи у віці 65 років та старші. Медіана віку мешканця становила 33,0 року. На 100 осіб жіночої статі у переписній місцевості припадало 106,8 чоловіків;  на 100 жінок у віці від 18 років та старших — 97,9 чоловіків також старших 18 років.
Цивільне працевлаштоване населення становило 24 особи. Основні галузі зайнятості: будівництво — 33,3 %, мистецтво, розваги та відпочинок — 29,2 %, науковці, спеціалісти, менеджери — 16,7 %, роздрібна торгівля — 12,5 %.